# Lazzaro di Costantinopoli
Lazzaro di Costantinopoli detto l'Iconografo (Armenia, fine dell'VIII secolo – 860 circa) è stato un monaco cristiano armeno, pittore di icone sacre a Costantinopoli. Venne perseguitato dall'imperatore bizantino iconoclasta Teofilo. È venerato come santo dalla Chiesa cattolica e da quella ortodossa e considerato il santo patrono dei pittori.

## Biografia
Nato in Armenia verso la fine dell'VIII secolo, giunse a Costantinopoli molto giovane e decise di farsi monaco. Apprese l'arte della pittura che utilizzò per la creazione di icone sacre, ma per questo motivo incorse nella condanna dell'imperatore Teofilo, strenuo difensore dell'iconoclastia. Arrestato e costretto a presentarsi al cospetto dell'imperatore, non cedette alle sue imposizioni e per questo venne torturato e, creduto morto, fu gettato in una cloaca. Liberato una prima volta, tornò a dipingere icone sacre e per questo motivo venne nuovamente arrestato e per ordine dello stesso imperatore gli vennero imposte sui palmi delle mani delle sbarre arroventate che ustionarono le carni fino all'osso. Soccorso dall'imperatrice Teodora, venne fatto ricoverare e nascondere nel monastero di San Giovanni Battista del Phoberon, lungo il versante asiatico del Bosforo. Qui, miracolosamente, le mani del monaco pittore guarirono ed egli dipinse come ex voto l'immagine del Santo Precursore, che divenne nota come immagine miracolosa.
Dopo la morte di Teofilo (829) venne definitivamente riabilitato da Teodora reggente dell'Impero (e in seguito venerata come santa per aver messo fine all'iconoclastia dopo la morte del marito) e dipinse un'enorme figura di Gesù Cristo su una delle porte del Palazzo Imperiale.
Il nuovo basileus, Michele III, giovanissimo figlio di Teodora, nell'856 lo inviò come emissario a Roma per omaggiare con doni il nuovo papa Benedetto III e per discutere la possibilità di riavvicinamento fra le due chiese cristiane, divise in seguito alla lotta iconoclasta.
Potrebbe essere morto nel viaggio di ritorno di quella missione, oppure (secondo altre tradizioni) avrebbe compiuto un secondo viaggio verso Roma nell'867 e sarebbe morto durante il viaggio di andata nei pressi del monastero di Evandro, presso Galata, dove fu sepolto.

## Culto
Viene commemorato il 17 novembre.
Dal Martirologio Romano: "A Costantinopoli, san Lazzaro, monaco, che, nato in Armenia, fu insigne pittore di sacre icone; essendosi rifiutato di distruggere le sue opere, per ordine dell'imperatore iconoclasta Teofilo fu sottoposto ad atroci torture e, ricomposta poi la controversia sul retto culto delle imagini, fu mandato a Roma dall'imperatore Michele III per consolidare la concordia e l'unità di tutta la Chiesa".